# 酸酐水解酶

酸酐的一個例子。

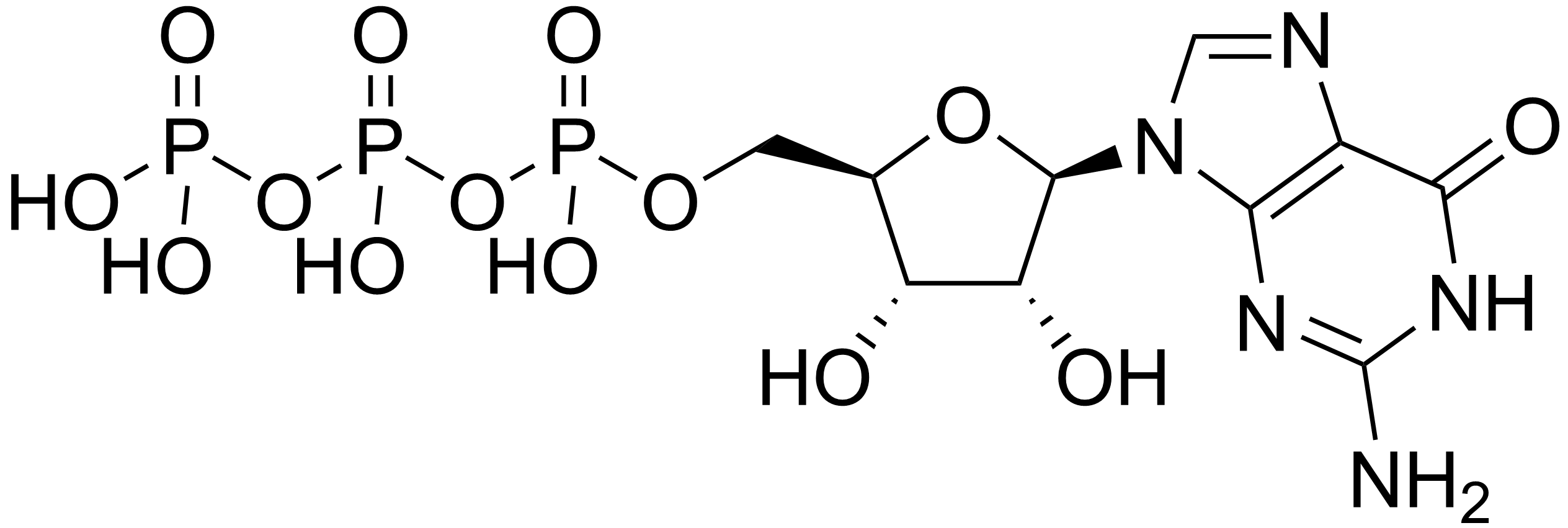
三磷酸鳥苷

酸酐水解酶是一類催化酸酐鍵水解的水解酶。它們被歸類於EC編號 3.6。該類中一個眾所周知的成員是GTPase。

## 外部鏈接
- 醫學主題詞表（MeSH）：Acid+anhydride+hydrolases